# Trận Nadjaf lần thứ nhất
Trận Nadjaf là một trận đánh chính trong cuộc xâm lược Iraq 2003. Bước đầu của trận đánh diễn ra khi Sư đoàn Bộ binh số 3 Hoa Kỳ bao vây thị trấn. Bước hai diễn ra khi binh lính từ Sư đoàn Không quân số 101 chiến đấu để quét sạch và củng cố thành phố.

## Bên ngoài Nadjaf
Nadjaf là một thị trấn nhỏ nằm bên bờ sông Euphrate, thuộc miền trung Iraq, chỉ cách ngoại vi Bagdad 120 km về phía nam.
Trước khi cuộc tấn công bắt đầu, bão cát lớn trong khu vựa đã che phủ mặt đất từ các trực thăng của quân đội, khiến không quân không thể hỗ trợ lực lượng Hoa Kỳ.

## Tấn công
Cuộc đối đầu diễn ra khi quân Mỹ đang thực hiện kế hoạch chuyển quân về phía bắc dọc theo bờ tây của sông Euphrates về hướng Bagdad.
Các lực lượng Hoa Kỳ phải đối phó với chiến dịch du kích và các đơn vị thuộc Vệ Binh Cộng Hoà ở trong cùng một khu vực. Hoạt động đầu tiên của các trực thăng cơ Today Attack thuộc Sư đoàn Không quân số 101 là tấn công các vị trí thuộc sư đoàn Medina của Vệ binh Cộng hoà. Lúc đầu chừng 25 chiếc xe của Iraq, trong đó có cả xe tăng, đã bị phá huỷ.
Thế nhưng các vụ không kích và pháo kích vào Vệ binh Cộng hoà vẫn tiếp tục, trước khi các tướng lĩnh Hoa Kỳ quyết định giáng đòn vào lực lượng tinh nhuệ nhất của Iraq, là lực lượng hiện đang ngáng đường tiến vào Bagdad của liên quân.

## Mục tiêu
Sáng ngày 28 tháng 3, xe tăng và pháo binh Mỹ đã bắn tới tấp về phía lực lượng Iraq trong cuộc giao tranh giữa hai phía tại một địa điểm gần thành phố Nadjaf. Tham gia trận chiến có khoảng 1.500 quân Iraq song không rõ đây có phải là lực lượng tinh nhuệ Vệ binh Cộng hoà hay chỉ là binh sĩ thông thường.
Đại uý Alex Deraney thuộc đại đội 535 cho biết, nhóm quân Iraq yểm trợ bởi pháo binh đã bị phát hiện ở một địa điểm tại phía đông bắc Nadjaf. Cuộc chiến giữa hai phía đã diễn ra trong vài giờ, tình hình trở lại bình thường vào lúc 3 giờ sáng.
Trên mặt trận phía bắc, các quan chức quân sự Mỹ đã điều thêm nhiều quân tới đây để mở thêm một mặt trận trong cuộc chiến lật đổ Tổng thống Iraq Saddam Hussein. Vào lúc 7 giờ sáng đã có rất nhiều máy bay trực thăng và các phương tiện vận tải được chuyển tới khu vực phía bắc Iraq. Cùng với các trang thiết bị quân sự này là 1.000 lính dù đã có mặt trước đó.
Có khoảng 50-60 xe jeep và xe tải đỗ gần đường băng và 150 lính có mặt tại sân bay vừa được phía Mỹ chiếm hôm 27 tháng 3. Số lính trên đã đào công sự và đặt pháo tại một số địa điểm xung quanh sân bay nhằm bảo vệ khu vực này trước bất kỳ một cuộc đánh chiếm lại nào từ phía Iraq.
Kể từ đầu cuộc chiến, Mỹ luôn mong muốn một mặt trận ở phía bắc để tấn công lật đổ Tổng thống Saddam Hussein song kế hoạch này đã bị trì hoãn do Thổ Nhĩ Kỳ từ chối cho Mỹ mượn căn cứ.
Ngày 2 tháng 4, Sư đoàn số 101 thực hiện một số cuộc tấn công vào Nadjaf, bắt giữ căn cứ địa của Saddam Fedayeen và thu giữ nhiều thiết bị. Ngày 4 tháng 4, toàn bộ thành phố nằm trong tay quân đội Mỹ.